# Richard Quirin
Richard Quirin (26 de abril de 1908 – 8 de agosto de 1942) fue un agente alemán ejecutado como espía para la Alemania nazi durante la Segunda Guerra Mundial. Fue uno de los ocho agentes involucrados en la Operación Pastorius, y su nombre quedó asociado a la decisión de la Corte Suprema sobre el juicio, Ex parte Quirin.

## Primeros años
Nacido en Berlín en 1908, Quirin se mudó a Estados Unidos en 1927, estableciéndose en Schenectady, Nueva York. Durante este tiempo, trabajó como mecánico para General Electric. Residió en Estados Unidos desde 1927 hasta 1939. Durante este período, Quirin se unió al German American Bund y fue un partidario abierto del régimen de Hitler. Fue miembro del Ordnungsdienst, la ala paramilitar del Bund. En 1939, Quirin y su esposa regresaron a Alemania. A su retorno, consiguió un empleo en Volkswagen. Trabajó con Heinrich Heinck en la planta de Braunschweig, y ambos fueron los primeros reclutados por Walter Kappe, editor del periódico del Bund Deutscher Weckruf und Beobachter, para lo que se convertiría en la Operación Pastorius.

## Operación Pastorius
Después de ser reclutados, se les asignaron seudónimos y se les proporcionaron historias falsas para poder reintegrarse en los Estados Unidos. La nueva identidad de Quirin fue Richard Quintas, un hombre portugués que se mudó al estado de Nueva York desde Lisboa cuando tenía tres años. Kappe consideraba que era un "hombre frío y cruel que no dudaría en matar a cualquiera para cumplir los objetivos de la misión." El 13 de junio de 1942, Quirin fue uno de los primeros cuatro en llegar a América junto con George John Dasch, Heinck y Ernest Peter Burger, desembarcando en suelo estadounidense desde un U-boot. Varios días después, cuando Dasch se entregó al FBI, nombró a Quirin como uno de los "verdaderos creyentes" de la operación. El 20 de junio, Quirin fue el primero en ser arrestado, con agentes del FBI rodeándolo mientras intentaba escapar.

## Juicio y ejecución
Durante el juicio, Quirin declaró después de Heinck. Afirmó que desconocía el propósito de la Operación Pastorius y solo estaba interesado en regresar a Estados Unidos. Sin embargo, durante el contrainterrogatorio se demostró que Quirin se consideraba a sí mismo un nazi leal y no había hecho ningún esfuerzo por retirarse de la operación. Quirin permaneció impasible al recibir la sentencia de muerte, solo mostrando sentimientos al decir a un guardia que quería que sus contactos supieran que Dasch los había "traicionado". Quirin y los otros cinco fueron ejecutados el 8 de agosto de 1942 y enterrados en un campo de indigentes con tumbas numeradas.

Antes de su ejecución, Quirin escribió una carta final a su esposa e hija:
"Estas son las últimas líneas que puedo escribirles. Me gustaría decirles que siempre los he amado y que vine aquí para hacerles una vida mejor, queridos míos. Pero desafortunadamente, Dios lo quiso de otra manera... Dile a Kappe o a alguien de su gente que George Dasch y Peter Burger nos traicionaron. Comiencen una nueva vida y piensen en mí a menudo."